# 中美洲联邦共和国
中美洲联邦共和国（西班牙語：República Federal de Centroamérica），初称中美洲联合省（Provincias Unidas del Centro de América），是中美洲历史上的一个联邦共和国，存在于1823年—1841年，由過去新西班牙總督轄區下辖的危地马拉都督府的領土組成。有時會被誤譯為中美洲合眾國。领土包括今日的危地马拉、萨尔瓦多、洪都拉斯、尼加拉瓜、哥斯达黎加，以及墨西哥东部恰帕斯州的一部分。
联邦共和国由危地马拉、萨尔瓦多、洪都拉斯、尼加拉瓜和哥斯达黎加五個邦加一個聯邦特區（新瓜地馬拉，今瓜地馬拉市）組成 。（巴拿馬當時為西蒙·玻利瓦尔创建的哥倫比亞共和國的一部份，而貝里斯當時為英國殖民地）。在1830年代，首府為克薩爾特南戈的第六個邦洛斯阿爾托斯加入了聯邦，洛斯阿爾托斯的領土包括今日的瓜地馬拉西部高原和墨西哥南部的恰帕斯州。
自中美洲從西班牙帝國獨立不久後，其中有些地區於1821年併入了墨西哥第一帝國。接著中美洲於1823年組成了聯邦共和國。從1838年到1840年，聯邦陷入了內戰，由保守派對抗自由派，最後支持分離主義的自由派獲勝。經歷了許多的流血衝突後，聯邦由於不同地區和不同的理想，因而無法成功凝聚一個確切的國家認同而分崩離析。

## 国名
在1823年至1824年的中美洲联合省国徽上，该国国名写作“Provincias Unidas del Centro de América”，意即“中美洲联合省”。但是该国1824年通过的宪法规定其正式国名为“República Federal de Centro América”，即“中美洲联邦共和国”。

## 成立
组成中美洲联合省的地区从16世纪后成为西班牙殖民地，称瓜地馬拉都督府。1820年西班牙发生恢复立宪制的革命，引发了美洲西班牙殖民地的独立浪潮。1821年墨西哥宣布独立后，瓜地馬拉都督府的自由主义者在9月15日起草了第一独立宣言，主张同墨西哥联合。但是当自称“墨西哥皇帝”的伊图维德退位之后，该地区转而召开了中美洲地区的“全国制宪会议”，并于1823年7月17日发表第二独立宣言，采用“中美洲联合省”为国名，包括五个原属于瓜地馬拉都督府的“代官區”，即危地马拉、萨尔瓦多、洪都拉斯、尼加拉瓜、哥斯达黎加。首都设在危地马拉城，第一任总统为何塞·德·巴列（José Cecilo del Valle）。1824年该国通过了以美国宪法为蓝本的宪法，设立联邦国会，各省按比例推举国会议员；总统、参议院和最高法院通过三级选举选出；总统任期为4年。废除了奴隶制度和教会特权。

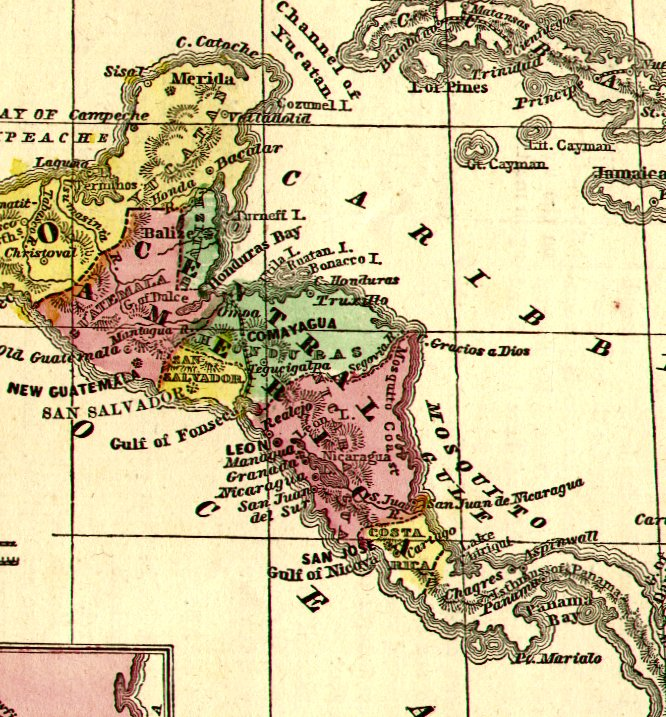
1860年在美國發行的中美洲地圖

### 历任总统
參見：中美洲聯邦共和國國家元首列表
- 何塞·德·巴列 José Cecilo del Valle 1825年、1834年（兩次候任，皆未就職）
- 曼努埃尔·何塞·阿尔塞 Manuel José Arce 1825年－1829年
- 何塞·弗朗西斯科·瓦伦迪亚 José Francisco Barrundia 1829年（过渡总统）
- 弗朗西斯科·莫拉桑 Francisco Morazán 1830年－1840年

## 内部纷争
中美洲联合省在独立前是一个社会结构复杂的地区。在土地肥沃、劳动力众多的危地马拉和萨尔瓦多，西班牙地主建立了以大地主为基础的强大的封建结构。相对贫瘠的洪都拉斯和尼加拉瓜则发展出商业和贸易经济。哥斯达黎加吸引了缺少资本的西班牙移民，建立了以欧洲自耕农为基础的较民主的政治结构。
中美洲联合省独立后即分裂为保守集团和自由集团，前者主张建立强有力的中央集权政府，保持教会和军人的特权，并维持旧有的土地占有制度；后者则主张实行向各省分权的联邦制度，废除神职人员的特权，实行土地改革。从自然条件上来说，中美洲的各省之间缺乏交通手段，各个地区的地方观念根深蒂固，造成地方村镇和乡村对于国家首都的嫉妒，并导致内部倾轧，最终导致联合省的分裂。
1825年，曼努埃尔·何塞·阿尔塞被第一届议会选为总统，他在危地马拉大主教的支持下试图抵御自由派的影响。由于萨尔瓦多省进行了许多反教会的社会改革，并且传播来自法国的自由思想，他派军队侵入萨尔瓦多，引发了内战。自由派领袖之一、洪都拉斯人弗朗西斯科·莫拉赞击败了阿尔塞的军队，解放了萨尔瓦多，然后凭借着来自尼加拉瓜和洪都拉斯的援助，侵入危地马拉，放逐了危地马拉大主教，阿尔塞总统逃亡墨西哥。自由派赢得了对国家的控制。原危地马拉省长何塞·弗朗西斯科·瓦伦迪亚成为过渡总统，莫拉桑则于1830年当选总统。
莫拉桑执政时期，通过没收教会财产而推行了社会改革，废除了什一税，设立了学校和医院，吸引外国移民，并制订了开凿尼加拉瓜运河的计划。但是流亡中的保守派从西班牙得到了支持，并在萨尔瓦多发动叛乱，使其退出了联邦。在尼加拉瓜和哥斯达黎加的帮助下，莫拉桑于1832年收复了萨尔瓦多。
1834年，中美洲联邦首都从危地马拉城迁至萨尔瓦多首府圣萨尔瓦多。在新的总统选举中，何塞·德·巴列获胜，但在就任前病死，因此莫拉桑继续担任总统。他的严厉统治开始导致人民不满。1836年至1837年，危地马拉发生霍乱，保守派通过教会向印第安人散布“自由派有意通过霍乱来灭绝印第安人、夺取其土地”的谣言，引发了危地马拉的暴乱。1838年，由拉斐尔·卡雷拉（Rafael Carrera）领导的危地马拉印第安人军队击败了政府军，莫拉桑逃到萨尔瓦多。

## 解体
1838年4月30日，尼加拉瓜宣布永远脱离联合省。5月30日，中美洲联合省联邦国会通过一项决议，宣布各国可以自行决定同联邦间的依附关系。8月30日，哥斯达黎加独立。11月5日，洪都拉斯独立。
1839年4月13日，危地马拉独立，中美洲联合省只剩下萨尔瓦多一个成员国。1840年3月，卡雷拉军队占领萨尔瓦多，莫拉桑总统流亡巴拿马；1841年2月18日，萨尔瓦多宣布独立，中美洲联合省正式灭亡。

## 恢复联邦的尝试
1842年，弗朗西斯科·莫拉桑回到哥斯达黎加，并通过选举控制该国政府。他试图恢复联邦，并策划首先入侵尼加拉瓜，但却是被哥斯达黎加保守派推翻；9月15日，即中美洲联合省独立21周年那一天被处死。
拉斐尔·卡雷拉在危地马拉建立稳固的保守派政权。但是，在尼加拉瓜、洪都拉斯和萨尔瓦多，不断发生试图推翻保守派的政变。这三国具有较强烈的联邦主义情绪，一再地试图恢复联邦。1842年，这三国组成松散的中美洲邦联，但是3年后因内部纷争而瓦解。
中美洲联邦共和国解散后，原成员国的保守派和自由派仍对邻国的相同派系予以支持，并在邻国国内发生政治冲突时予以援助。中美洲各国政府经常在敌对派掌权的邻国发动革命，推翻其现政权。1851年，卡雷拉指挥的一支由危地马拉军队和萨尔瓦多、尼加拉瓜、洪都拉斯保守派组成的强大军队打败萨尔瓦多和洪都拉斯的联军，摧毁恢复联邦的最后希望。此后中美洲五国曾经多次组织起联邦或邦联，但都未延续长久。这些尝试包括：
- 1852年10月—11月，萨尔瓦多、洪都拉斯和尼加拉瓜组成中美洲联邦（Federación de Centro América）。
- 1885年，危地马拉总统胡斯托·鲁菲诺·巴里奥斯为统一中美洲而向萨尔瓦多宣战。
- 1895年—1898年，由萨尔瓦多、洪都拉斯和尼加拉瓜组成中美洲共和国（西班牙语：República de América Central）；1898年，改名为中美洲合众国（西班牙语：Estados Unidos de Centroamérica），不久瓦解。
- 1921年—1922年，由萨尔瓦多、洪都拉斯和危地马拉组成第二个中美洲联邦（英语：Federation of Central America (1921–1922)）。

## 中美洲联邦共和国国旗、国徽

中美洲聯合省国旗（1823－1824）
中美洲联合省国徽（1823－1824）

|          |          |          |          |            |              |
| 瓜地馬拉 | 薩爾瓦多 | 宏都拉斯 | 尼加拉瓜 | 哥斯大黎加 | 洛斯阿爾托斯 |

|          |          |          |          |            |        |                |
| 瓜地馬拉 | 薩爾瓦多 | 宏都拉斯 | 尼加拉瓜 | 哥斯大黎加 | 伯利兹 | 墨西哥恰帕斯州 |

## 人口組成
1839年的人口估計
| 邦                     | 總人口    | 原住民  | 白人    | 麥士蒂索人 |
| ---------------------- | --------- | ------- | ------- | ---------- |
| 瓜地馬拉               | 700,000   | 450,000 | 100,000 | 150,000    |
| 薩爾瓦多               | 350,000   | 70,000  | 70,000  | 210,000    |
| 宏都拉斯               | 300,000   | 無資料  | 60,000  | 240,000    |
| 尼加拉瓜               | 350,000   | 120,000 | 110,000 | 120,000    |
| 哥斯大黎加             | 150,000   | 25,000  | 125,000 | 無資料     |
| 聯邦特區（瓜地馬拉市） | 50,000    | 20,000  | 10,000  | 20,000     |
| 全國                   | 1,900,000 | 685,000 | 475,000 | 740,000    |